# MCL 400
Die Reihe 400 waren schmalspurige Tenderlokomotiven mit drei Kuppelachsen der italienischen Mediterranea-Calabro-Lucane (MCL).

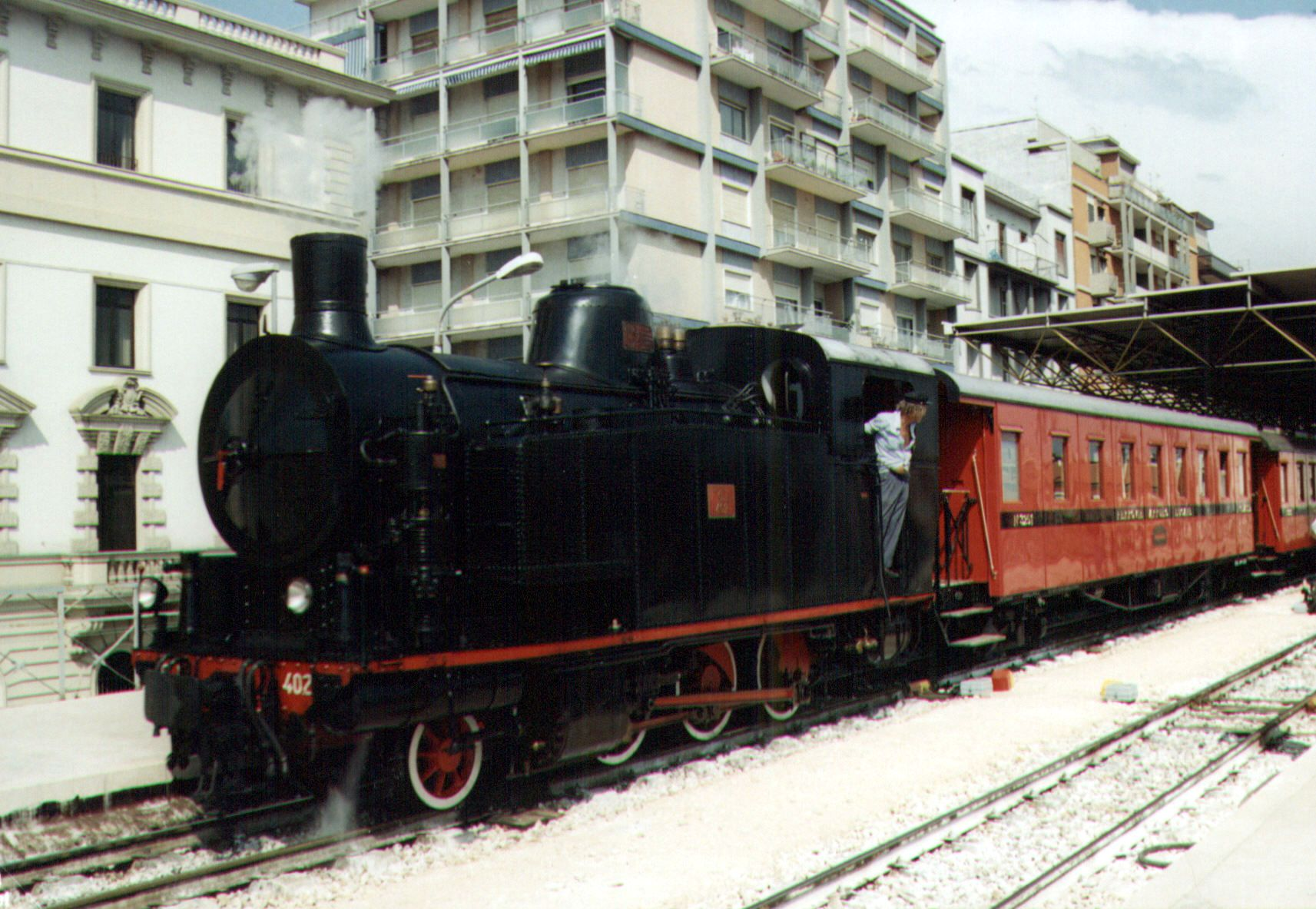
Zug mit der Lokomotive Nr. 402 kurz vor der Abfahrt in Bari

Die 21 Lokomotiven der Reihe 400 wurden von den Officine Meccaniche di Saronno in zwei Unterserien zwischen 1931 und 1932 ausgeliefert. Sie waren mit drei Kuppelachsen, einer führenden Laufachse und Caprotti-Ventilsteuerung ausgestattet. Die Adhäsionslokomotive waren mit ihrer Leistung von 600 PS in der Lage, Züge auf Strecken mit 60 Promille Steigung zu befördern. Eine Lokomotive war im Depot Cosenza beheimatet, 10 in Gioia Tauro, 6 in Bari und 4 in Potenza. Zwei Maschinen sind heute noch betriebsfähig, Nummer 402 in Potenza und 421 in Bari. Lokomotive 411 steht als Denkmal in Città di Castello, Nummer 412 befindet sich Mileto.

## Quelle
- Dario Pisani: Liste des historischen Fahrzeugparks der FCL, abgerufen am 15. Dezember 2015 (italienisch)
- Josef Pospichal: Ferrovie Calabro - Lucane. Auf Lokstatistik, abgerufen am 15. Dezember 2015